# فدراسیون فوتبال عربستان سعودی
فدراسیون فوتبال عربستان سعودی نهاد اداره‌‌کننده فوتبال در عربستان است. این نهاد در سال ۱۹۵۶ پایه‌گذاری شده و اکنون عضو کنفدراسیون فوتبال آسیا است.

## مسابقات داخلی
- لیگ حرفه‌ای فوتبال عربستان
- لیگ دسته اول فوتبال عربستان سعودی
- جام پادشاهی عربستان
- سوپر جام فوتبال عربستان سعودی